# Peter Mullan
Peter Mullan, född 2 november 1959 i Peterhead, Skottland, är en brittisk skådespelare, regissör och manusförfattare.
Mullan har medverkat i flera av Ken Loachs filmer och utsågs till bästa manliga skådespelare vid Cannes filmfestival 1998 för Mitt namn är Joe. Hans genombrott som regissör och manusförfattare kom 2002 med långfilmen Magdalenasystrarna som handlar om Magdalenahemmen som drevs av katolska kyrkan på Irland.

## Filmografi (i urval)

### Skådespelare
- 1991 – Riff-Raff
- 1994 – Dödsleken
- 1995 – Braveheart
- 1996 – Trainspotting
- 1998 – Mitt namn är Joe
- 1999 – Fröken Julie
- 2000 – Ordinary Decent Crimina
- 2001 – The Asylum - Dödens Salar
- 2003 – Young Adam
- 2004 – Criminal
- 2006 – Children of Men
- 2007 – The Last Legion
- 2007 – Boy A
- 2009 – Red Riding: 1974
- 2010 – Harry Potter och dödsrelikerna – Del 1
- 2011 – War Horse
- 2011 – Tyrannosaur
- 2013 – Top of the Lake (TV-serie)
- 2014 – Hercules: The Thracian Wars
- 2014 – Olive Kitteridge (TV-serie)
- 2018 – Mowgli: Legend of the Jungle
- 2022 – Sagan om ringen: Maktens ringar (TV-serie)
- 2023 – Liaison (TV-serie)
- 2023 – Den som bär skuld (TV-serie)

### Regissör
- 1998 – Ett sista farväl
- 2002 – Magdalenasystrarna
- 2010 – Neds